# Nuoto ai campionati mondiali di nuoto 2017 - 100 metri rana maschili
La gara di nuoto dei 100 metri rana maschili dei campionati mondiali di nuoto 2017 è stata disputata il 23 luglio e il 24 luglio presso la Duna Aréna di Budapest. Vi hanno preso parte 74 atleti provenienti da 66 nazioni.
La competizione è stata vinta dal nuotatore britannico Adam Peaty, mentre l'argento e il bronzo sono andati rispettivamente allo statunitense Kevin Cordes e al russo Kirill Prigoda.

## Medaglie
| Posizione | Atleta         | Nazionalità   |
| --------- | -------------- | ------------- |
| Oro       | Adam Peaty     | Gran Bretagna |
| Argento   | Kevin Cordes   | Stati Uniti   |
| Bronzo    | Kirill Prigoda | Russia        |

## Programma
| Data           | Ora (UTC+2) | Turno      |
| -------------- | ----------- | ---------- |
| 23 luglio 2017 | 11:17       | Batterie   |
| 23 luglio 2017 | 18:21       | Semifinali |
| 24 luglio 2017 | 17:32       | Finale     |

## Record
Prima della manifestazione il record del mondo e il record dei campionati erano i seguenti.
| Record mondiale       | 57"13 | Adam Peaty Gran Bretagna | 7 agosto 2016 Rio de Janeiro, Brasile |
| Record dei campionati | 58"18 | Adam Peaty Gran Bretagna | 2 agosto 2015 Kazan', Russia          |

Durante la competizione è stato battuto il seguente record:
| Data      | Evento       | Atleta     | Nazione       | Tempo | Record                |
| --------- | ------------ | ---------- | ------------- | ----- | --------------------- |
| 23 luglio | Semifinale 2 | Adam Peaty | Gran Bretagna | 57"75 | Record dei campionati |
| 24 luglio | Finale       | Adam Peaty | Gran Bretagna | 57"47 | Record dei campionati |

## Risultati

### Batterie
| Posizione | Batteria | Corsia | Atleta                         | Nazionalità                   | Tempo   | Note  |
| --------- | -------- | ------ | ------------------------------ | ----------------------------- | ------- | ----- |
| 1         | 8        | 4      | Adam Peaty                     | Gran Bretagna                 | 58"21   | Q     |
| 2         | 8        | 5      | Cody Miller                    | Stati Uniti                   | 59"14   | Q     |
| 3         | 6        | 4      | Kevin Cordes                   | Stati Uniti                   | 59"15   | Q     |
| 4         | 8        | 3      | João Gomes Júnior              | Brasile                       | 59"24   | Q     |
| 5         | 7        | 3      | Nicolò Martinenghi             | Italia                        | 59"33   | Q, MJ |
| 6         | 8        | 7      | Kirill Prigoda                 | Russia                        | 59"36   | Q, RN |
| 7         | 6        | 3      | Ross Murdoch                   | Gran Bretagna                 | 59"51   | Q     |
| 8         | 6        | 2      | Vsevolod Zanko                 | Russia                        | 59"56   | Q     |
| 9         | 6        | 5      | Yan Zibei                      | Cina                          | 59"61   | Q     |
| 10        | 8        | 6      | Felipe Lima                    | Brasile                       | 59"62   | Q     |
| 11        | 7        | 5      | Yasuhiro Koseki                | Giappone                      | 59"76   | Q     |
| 12        | 7        | 2      | Giedrius Titenis               | Lituania                      | 59"79   | Q     |
| 13        | 8        | 1      | Il'ja Šymanovič                | Bielorussia                   | 59"84   | Q     |
| 14        | 7        | 1      | Richard Funk                   | Canada                        | 59"89   | Q     |
| 15        | 8        | 8      | Andrius Šidlauskas             | Lituania                      | 59"91   | Q     |
| 16        | 8        | 9      | Arno Kamminga                  | Paesi Bassi                   | 59"95   | Q     |
| 17        | 8        | 2      | Li Xiang                       | Cina                          | 59"97   |       |
| 19        | 7        | 0      | Erik Persson                   | Svezia                        | 1'00"08 | RN    |
| 18        | 6        | 1      | Fabio Scozzoli                 | Italia                        | 1'00"08 |       |
| 20        | 6        | 0      | Daniel Cave                    | Australia                     | 1'00"22 |       |
| 21        | 7        | 6      | Dmitrij Balandin               | Kazakistan                    | 1'00"25 |       |
| 22        | 7        | 7      | Ippei Watanabe                 | Giappone                      | 1'00"26 |       |
| 23        | 8        | 0      | Čaba Silađi                    | Serbia                        | 1'00"28 |       |
| 24        | 5        | 7      | Yannick Käser                  | Svizzera                      | 1'00"53 | RN    |
| 25        | 6        | 6      | Christian vom Lehn             | Germania                      | 1'00"60 |       |
| 26        | 6        | 8      | Dániel Gyurta                  | Ungheria                      | 1'00"76 |       |
| 27        | 7        | 8      | Marcin Tomasz Stolarski        | Polonia                       | 1'00"79 |       |
| 28        | 7        | 9      | Carlos Claverie                | Venezuela                     | 1'00"83 |       |
| 29        | 4        | 1      | Tomáš Klobučník                | Slovacchia                    | 1'00"96 |       |
| 30        | 6        | 7      | Jorge Murillo Valdes           | Colombia                      | 1'01"51 |       |
| 31        | 5        | 4      | Nicholas Quinn                 | Irlanda                       | 1'01"56 |       |
| 32        | 5        | 1      | Édgar Crespo                   | Panama                        | 1'01"74 |       |
| 33        | 5        | 8      | Youssef Elkamash               | Egitto                        | 1'01"81 |       |
| 34        | 5        | 6      | Kim Jae-youn                   | Corea del Sud                 | 1'01"86 |       |
| 35        | 6        | 9      | Laurent Carnol                 | Lussemburgo                   | 1'01"91 |       |
| 36        | 5        | 0      | Matti Mattsson                 | Finlandia                     | 1'01"92 |       |
| 37        | 5        | 5      | Miguel Alejandro De Lara Ojeda | Messico                       | 1'01"93 |       |
| 38        | 5        | 9      | Ioannis Karpouzlis             | Grecia                        | 1'01"95 |       |
| 39        | 4        | 5      | Lachezar Shumkov               | Bulgaria                      | 1'01"96 |       |
| 40        | 4        | 4      | Hüseyin Emre Sakçı             | Turchia                       | 1'02"15 |       |
| 41        | 4        | 3      | Christopher Rothbauer          | Austria                       | 1'02"22 |       |
| 42        | 5        | 3      | Azad Al-Barazi                 | Siria                         | 1'02"26 |       |
| 43        | 3        | 4      | Chao Man Hou                   | Macao                         | 1'02"49 |       |
| 44        | 4        | 2      | Renato Prono                   | Paraguay                      | 1'02"81 |       |
| 45        | 4        | 0      | Nikola Obrovac                 | Croazia                       | 1'02"90 |       |
| 46        | 3        | 5      | Jordy Groters                  | Aruba                         | 1'02"95 |       |
| 47        | 5        | 2      | Peter John Stevens             | Slovenia                      | 1'03"03 |       |
| 48        | 3        | 6      | Denis Petrashov                | Kirghizistan                  | 1'03"14 |       |
| 49        | 4        | 7      | James Deiparine                | Filippine                     | 1'03"22 |       |
| 50        | 4        | 9      | Daniils Bobrovs                | Lettonia                      | 1'03"46 |       |
| 51        | 3        | 3      | James Lawson                   | Zimbabwe                      | 1'03"52 |       |
| 52        | 3        | 2      | Marc Rojas                     | Rep. Dominicana               | 1'03"65 |       |
| 53        | 1        | 8      | Santiago Cavanagh              | Bolivia                       | 1'04"58 |       |
| 54        | 3        | 8      | Sébastien Kouma                | Mali                          | 1'05"03 |       |
| 55        | 3        | 1      | Epeli Herbert Jordan Rabua     | Figi                          | 1'05"12 |       |
| 56        | 1        | 2      | Evghenii Paponin               | Moldavia                      | 1'05"16 |       |
| 56        | 3        | 9      | Gregory Robert Penny           | Isole Vergini Americane       | 1'05"16 |       |
| 58        | 2        | 5      | Mario Alberto Santos Ervedosa  | Angola                        | 1'05"28 |       |
| 59        | 1        | 6      | Santiago Saint-Upery           | Uruguay                       | 1'05"30 |       |
| 60        | 3        | 7      | Arnoldo Herrera                | Costa Rica                    | 1'05"61 |       |
| 61        | 2        | 7      | Amro Al-Wir                    | Giordania                     | 1'05"70 |       |
| 62        | 2        | 3      | Rainier Rafaela                | Curaçao                       | 1'06"96 |       |
| 63        | 3        | 0      | Roland Toftum                  | Fær Øer                       | 1'07"22 |       |
| 64        | 2        | 0      | Filipe Miguel Escudeiro Gomes  | Malawi                        | 1'07"37 |       |
| 65        | 2        | 2      | Ashley Seeto                   | Papua Nuova Guinea            | 1'07"59 |       |
| 66        | 1        | 4      | Muis Ahmad                     | Brunei                        | 1'08"10 |       |
| 67        | 2        | 6      | Correy Ollivierre              | Grenada                       | 1'08"17 |       |
| 68        | 2        | 4      | Alex Axiotis                   | Zambia                        | 1'08"50 |       |
| 69        | 1        | 7      | Otto Borgards                  | El Salvador                   | 1'10"62 |       |
| 70        | 1        | 9      | Shuvam Shrestha                | Nepal                         | 1'11"34 |       |
| 71        | 1        | 1      | Abdulmalek Ben-Musa            | Libia                         | 1'12"00 |       |
| 72        | 1        | 3      | Christian Villacrusis          | Isole Marianne Settentrionali | 1'16"70 |       |
| 73        | 1        | 5      | Alassane Seydou Lancina        | Niger                         | 1'22"54 |       |
| -         | 1        | 0      | Alpha Oumar Diallo             | Guinea                        | -       | DNS   |
| -         | 4        | 6      | Wassim Elloumi                 | Tunisia                       | -       | DNS   |
| -         | 2        | 8      | Jegan Jobe                     | Gambia                        | -       | DNS   |
| -         | 2        | 9      | Adama Thiaw Ndir               | Senegal                       | -       | DNS   |
| -         | 7        | 4      | Cameron van der Burgh          | Sudafrica                     | -       | DNS   |
| -         | 2        | 1      | Dasar Xhambazi                 | Kosovo                        | -       | DNS   |
| -         | 4        | 8      | Lee Hsuan-yen                  | Taipei cinese                 | -       | DSQ   |

### Semifinali
| Posizione | Semifinale | Corsia | Atleta             | Nazionalità   | Tempo   | Note  |
| --------- | ---------- | ------ | ------------------ | ------------- | ------- | ----- |
| 1         | 2          | 4      | Adam Peaty         | Gran Bretagna | 57"75   | Q, RC |
| 2         | 2          | 5      | Kevin Cordes       | Stati Uniti   | 58"64   | Q, AM |
| 3         | 1          | 4      | Cody Miller        | Stati Uniti   | 59"08   | Q     |
| 4         | 2          | 8      | Andrius Šidlauskas | Lituania      | 59"12   | Q     |
| 5         | 2          | 2      | Yan Zibei          | Cina          | 59"15   | Q     |
| 6         | 2          | 7      | Yasuhiro Koseki    | Giappone      | 59"18   | Q     |
| 7         | 2          | 6      | Ross Murdoch       | Gran Bretagna | 59"23   | Q     |
| 8         | 1          | 3      | Kirill Prigoda     | Russia        | 59"24   | Q, RN |
| 9         | 2          | 3      | Nicolò Martinenghi | Italia        | 59"41   |       |
| 10        | 1          | 2      | Felipe Lima        | Brasile       | 59"48   |       |
| 11        | 1          | 5      | João Gomes Júnior  | Brasile       | 59"56   |       |
| 12        | 1          | 7      | Giedrius Titenis   | Lituania      | 59"66   |       |
| 13        | 1          | 8      | Arno Kamminga      | Paesi Bassi   | 59"76   |       |
| 14        | 1          | 6      | Vsevolod Zanko     | Russia        | 59"76   |       |
| 15        | 1          | 1      | Richard Funk       | Canada        | 59"92   |       |
| 16        | 2          | 1      | Il'ja Šymanovič    | Bielorussia   | 1'00"01 |       |

### Finale
| Posizione | Corsia | Atleta             | Nazionalità   | Tempo | Note |
| --------- | ------ | ------------------ | ------------- | ----- | ---- |
|           | 4      | Adam Peaty         | Gran Bretagna | 57"47 | RC   |
|           | 5      | Kevin Cordes       | Stati Uniti   | 58"79 |      |
|           | 8      | Kirill Prigoda     | Russia        | 59"05 | RN   |
| 4         | 7      | Yasuhiro Koseki    | Giappone      | 59"10 |      |
| 5         | 3      | Cody Miller        | Stati Uniti   | 59"11 |      |
| 6         | 6      | Andrius Šidlauskas | Lituania      | 59"21 |      |
| 7         | 2      | Yan Zibei          | Cina          | 59"42 |      |
| 8         | 1      | Ross Murdoch       | Gran Bretagna | 59"45 |      |